# 沃倫公園 (印第安納州)
沃倫公園（英語：Warren Park）是一個位於美國印第安納州馬里昂縣的城鎮。

## 人口
根據2010年美國人口普查的數據，沃倫公園的面積為1.17平方千米，當中陸地面積為1.17平方千米，而水域面積為0.00平方千米。當地共有人口1480人，而人口密度為每平方千米1,265人。